# Saison 2009-2010 du Standard Fémina de Liège
Maillots
Chronologie
Saison précédente Saison suivante
Cet article traite de la saison 2009-2010 du Standard Fémina de Liège.

## Faits marquants
- Le Standard Fémina de Liège commence la saison en trombe avec un 9 sur 9.
- Lors de la 4e journée, quatre jours après avoir été éliminé de la Ligue des Champions, le Standard Fémina de Liège bat 4-2 un de ses adversaires pour le titre, Saint-Trond VV. À l'heure de jeu, les Liégeoises étaient menées 0-2 mais ont renversé la vapeur.
- La 7e journée voit le Standard Fémina de Liège battre le DVC Eva's Tirlemont, les Tirlemontoises sont reléguées à 9 points.
- Le Standard Fémina de Liège est battu, lors de la 8e journée, par Sinaai Girls 0-1. Cela n'empêche pas les Liégeoises de rester en tête du classement.
- Le Standard Fémina de Liège reprend sa marche en avant et bat, lors de la 12e journée, son rival de toujours, RSC Anderlecht.
- La 21e journée voit le Standard Fémina de Liège remporter la totalité de l'enjeu face au DVC Eva's Tirlemont.
- Lors du match au sommet le 13 mars 2010, le club liégeois fait match nul 2-2 à Sinaai Girls.
- Lors de la 23e journée, le Standard Fémina de Liège réalise un de ses plus gros scores de la saison : 11-0 face au KFC Lentezon Beerse.
- Le 8 mai 2010, le Standard Fémina de Liège se déplace à Saint-Trond VV. Une victoire permettrait au club liégeois d'être champion à deux journées de la fin. Mais ce ne sera pas le cas. Les Liégeoises subissent leur deuxième défaite de la saison 2-1.
- Lors de la 25e journée, le Standard Fémina de Liège fait match nul au RSC Anderlecht et est rejoint au classement par Saint-Trond VV.
- Le Standard Fémina de Liège, lors de la 26e et dernière journée, atomise le DVC Zuid-West Vlaanderen 12-0.
- Lors du test-match pour le titre qui se dispute à Oud-Heverlee, le Standard Fémina de Liège est battu 3-1 par Saint-Trond VV et loupe ainsi de peu son 14e titre de champion de Belgique.

## Équipements
| Marque          | Diadora |
| Sponsor maillot | Base    |

## Staff Technique
| Fonction                | Nom              | Nationalité | Au club depuis |
| ----------------------- | ---------------- | ----------- | -------------- |
| Entraineur principal    | Momo Ayed        | Belgique    | 2005           |
| Entraineur des gardiens | Dany Decroupet   | Belgique    | 1997           |
| Docteur                 | Audrey Neuprez   | Belgique    | 2008           |
| Préparatrice physique   | Anne Radermacher | Belgique    | 2007           |
| Directrice technique    | Fery Ferraguzzi  | Italie      | 1980           |

## Effectif

### Effectif de la saison
|    |                    |          |      |                          |  |  |
| 13 | Julie Biesmans     | Belgique | 2008 | Bilzen                   |  |  |
| 9  | Stephanie Cooymans | Belgique | 2009 | K.Vlimmeren Sport        |  |  |
| 17 | Maud Coutereels    | Belgique | 2003 | Étoile Rouge de Belgrade |  |  |
| 16 | Cécile De Gernier  | Belgique | 2007 | FCF White Star Woluwé    |  |  |
| 8  | Audrey Demoustier  | Belgique | 2008 | FCF White Star Woluwé    |  |  |
| 12 | Julie Grégoire     | Belgique | 2006 | RFC Rhisnois             |  |  |
| 11 | Dorien Guilliams   | Belgique | 2007 | DV Borgloon              |  |  |
|    | Florine Henry      | Belgique | 2005 | Templiers-Neupré         |  |  |
| 10 | Coralie Huberty    | Belgique | 2008 | Tenneville Sports        |  |  |
| 24 | Marie Léonard      | Belgique | 2006 | Élan Dalhem              |  |  |
| 15 | Vanessa Licata     | Belgique | 2000 | Formée au club           |  |  |
| 9  | Élisa Lomma        | Belgique | 2008 | Patro Maasmechelen       |  |  |
| 2  | Riete Loos         | Belgique | 2008 | FC Helson Helchteren     |  |  |
| 4  | Marie Meunier      | Belgique | 2009 | Tenneville Sports        |  |  |
|    | Karima Ouazza      | Belgique | 2003 | R.Battice FC             |  |  |
| 19 | Davina Philtjens   | Belgique | 2008 | KVK Tirlemont            |  |  |
| 14 | Berit Stevens      | Belgique | 2007 | KFC Rapide Wezemaal      |  |  |
| 13 | Kelly Theunissen   | Pays-Bas | 2005 | Hewian Girls Lanaken     |  |  |
| 20 | Katrien Torfs      | Belgique | 2007 | Oud-Heverlee Louvain     |  |  |
| 1  | Sofie Van Houtven  | Belgique | 2004 | RSC Anderlecht           |  |  |
| 18 | Evelien Van Roie   | Belgique | 2008 | Oud-Heverlee Louvain     |  |  |
| 7  | Ingrid Vanherle    | Belgique | 2006 | Oud-Heverlee Louvain     |  |  |
| 5  | Sofie Verhaegen    | Belgique | 2008 | Oud-Heverlee Louvain     |  |  |

### Transferts
| Nom                | Nationalité | Dernier club         |
| ARRIVÉES           |             |                      |
| Stephanie Cooymans | Belgique    | K.Vlimmeren Sport    |
| Marie Meunier      | Belgique    | Tenneville Sports    |
| DÉPARTS            |             |                      |
| Delphine Barbason  | Belgique    | DV Tongres           |
| Brenda Das         | Belgique    | Oud-Heverlee Louvain |
| Tina Scorsone      | Belgique    | arrêt                |
| Nadeige Sonnet     | Belgique    | arrêt                |

## Les résultats

### Championnat de Belgique D1
| Journée    | Date       | Club visité              | Club visiteur            | Score  | Buts liégeois | Cartes liégeoises                                                    |
| ---------- | ---------- | ------------------------ | ------------------------ | ------ | --- | -------------------------------------------------------------------- |
| 1          | 29/08/2009 | Standard Fémina de Liège | Dames VK Egem            | 6 - 0  | Cécile De Gernier (2), Audrey Demoustier, Coutereels, Sofie Verhaegen, Evelien Van Roie                                                         |                                                                      |
| 2          | 12/09/2009 | DV Famkes Merkem         | Standard Fémina de Liège | 2 - 4  | Ingrid Vanherle (2), Sofie Verhaegen, Cécile De Gernier                                                                                         | Maud Coutereels                                                      |
| 3          | 26/09/2009 | K.Vlimmeren Sport        | Standard Fémina de Liège | 1 - 5  | Maud Coutereels (2), Cécile De Gernier, Davina Philtjens, but contre son camp                                                                   |                                                                      |
| 4          | 03/10/2009 | FCF White Star Woluwé    | Standard Fémina de Liège | 1 - 4  | Davina Philtjens, Maud Coutereels (2), Philtjens, Katrien Torfs                                                                                 | Berit Stevens                                                        |
| 5          | 11/10/2009 | Standard Fémina de Liège | Saint-Trond VV           | 4 - 2  | Davina Philtjens (2), Maud Coutereels, Marie Meunier                                                                                            | Davina Philtjens , Ingrid Vanherle , Maud Coutereels , Berit Stevens |
| 6          | 17/10/2009 | Dames Zultse VV          | Standard Fémina de Liège | 0 - 3  | Marie Meunier, Sofie Verhaegen, Élisa Lomma | Davina Philtjens , Berit Stevens                                     |
| 7          | 31/10/2009 | Standard Fémina de Liège | KSV Jabbeke              | 4 - 1  | Julie Biesmans, Evelien Van Roie, Katrien Torfs, Audrey Demoustier                                                                              |                                                                      |
| 8          | 07/11/2009 | DVC Eva's Tirlemont      | Standard Fémina de Liège | 1 - 2  | Ingrid Vanherle, but contre son camp |                                                                      |
| 9          | 14/11/2009 | Standard Fémina de Liège | Sinaai Girls             | 0 - 1  | | Davina Philtjens , Maud Coutereels                                   |
| 10         | 05/12/2009 | KFC Lentezon Beerse      | Standard Fémina de Liège | 1 - 4  | Vanessa Licata (2), Sofie Verhaegen, Julie Biesmans                                                                                             |                                                                      |
| 11         | 12/12/2009 | Oud-Heverlee Louvain     | Standard Fémina de Liège | 1 - 4  | Davina Philtjens (3), Dorien Guilliams |                                                                      |
| 12         | 20/02/2010 | Standard Fémina de Liège | RSC Anderlecht           | 1 - 0  | Ingrid Vanherle | Audrey Demoustier                                                    |
| 13         | 03/04/2010 | DVC Zuid-West Vlaanderen | Standard Fémina de Liège | 1 - 10 | Berit Stevens (2), Evelien Van Roie (2), Ingrid Vanherle, Dorien Guilliams, Audrey Demoustier, Riete Loos, Katrien Torfs, Cécile De Gernier     |                                                                      |
| 14         | 17/04/2010 | Dames VK Egem            | Standard Fémina de Liège | 0 - 11 | Maud Coutereels (4), Ingrid Vanherle (2), Cécile De Gernier, Dorien Guilliams, Davina Philtjens, Katrien Torfs, Sharon Vervaeke contre son camp |                                                                      |
| 15         | 23/01/2010 | Standard Fémina de Liège | DV Famkes Merkem         | 3 - 0  | Berit Stevens, Vanessa Licata, Audrey Demoustier                                                                                                |                                                                      |
| 16         | 01/05/2010 | Standard Fémina de Liège | K.Vlimmeren Sport        | 5 - 1  | Audrey Demoustier, Katrien Torfs, Julie Biesmans, Marie Meunier, Cécile De Gernier                                                              |                                                                      |
| 17         | 31/01/2009 | Standard Fémina de Liège | FCF White Star Woluwé    | 4 - 1  | Maud Coutereels, Katrien Torfs, Davina Philtjens, Evelien Van Roie                                                                              |                                                                      |
| 18         | 08/05/2010 | Saint-Trond VV           | Standard Fémina de Liège | 2 - 1  | Marie Meunier | Maud Coutereels                                                      |
| 19         | 27/02/2010 | Standard Fémina de Liège | Dames Zultse VV          | 5 - 1  | Davina Philtjens (2), Cécile De Gernier (2), Maud Coutereels                                                                                    |                                                                      |
| 20         | 06/03/2010 | KSV Jabbeke              | Standard Fémina de Liège | 1 - 2  | Ingrid Vanherle, Marie Meunier | Davina Philtjens                                                     |
| 21         | 13/03/2010 | Standard Fémina de Liège | DVC Eva's Tirlemont      | 1 - 0  | Julie Biesmans | Davina Philtjens                                                     |
| 22         | 21/03/2010 | Sinaai Girls             | Standard Fémina de Liège | 2 - 2  | Berit Stevens, Ingrid Vanherle | Berit Stevens , Audrey Demoustier                                    |
| 23         | 10/04/2010 | Standard Fémina de Liège | KFC Lentezon Beerse      | 10 - 0 | Audrey Demoustier (5), Evelien Van Roie (2), Ingrid Vanherle, Julie Grégoire, Maud Coutereels, Marie Meunier                                    | Audrey Demoustier                                                    |
| 24         | 24/04/2010 | Standard Fémina de Liège | Oud-Heverlee Louvain     | 8 - 0  | Audrey Demoustier (4), Katrien Torfs, Cécile De Gernier, Maud Coutereels, Davina Philtjens                                                      | Davina Philtjens                                                     |
| 25         | 19/05/2010 | RSC Anderlecht           | Standard Fémina de Liège | 2 - 2  | Maud Coutereels, Cécile De Gernier |                                                                      |
| 26         | 15/05/2010 | Standard Fémina de Liège | DVC Zuid-West Vlaanderen | 12 - 0 | Ingrid Vanherle (3), Davina Philtjens (2), Maud Coutereels (2), Cécile De Gernier (2), Katrien Torfs, Audrey Demoustier, Evelien Van Roie       |                                                                      |
| Test-match | 29/05/2010 | Saint-Trond VV           | Standard Fémina de Liège | 3 - 1  | Davina Philtjens | Vanessa Licata                                                       |

### Coupe de Belgique

#### Matchs duStandard Fémina de Liège
| Tour | Date       | Club visité              | Club visiteur            | Score  | Buts liégeois | Cartes liégeoises |
| ---- | ---------- | ------------------------ | ------------------------ | ------ | --- | ----------------- |
| 1/16 | 11/11/2009 | DV Borgloon (D2)         | Standard Fémina de Liège | 1 – 13 | Katrien Torfs (3), Élisa Lomma (3), Dorien Guilliams (3), Audrey Demoustier, Julie Biesmans, Riete Loos, Ingrid Vanherle |                   |
| 1/8  | 17/03/2010 | Standard Fémina de Liège | Sinaai Girls             | 0 – 1  | | Davina Philtjens  |

#### Matchs duStandard Fémina de LiègeB
Le Standard Fémina de Liège B joue aussi, depuis la saison 2009-2010, la Coupe de Belgique
| Tour       | Date       | Club visité                     | Club visiteur                   | Score          | Buts liégeois                                    | Cartes liégeoises |
| ---------- | ---------- | ------------------------------- | ------------------------------- | -------------- | ------------------------------------------------ | ----------------- |
| 1/32       | 29/08/2009 | Standard Fémina de Liège B (D2) | RSC Anderlecht B (D2)           | 1 – 1, 5-4 tab | Lorène Martin                                    |                   |
| 1/16       | 11/11/2009 | ESF Gerpinnes (D3)              | Standard Fémina de Liège B (D2) | 0 – 3          | Florine Henry, Elien Boelkaerts, Sarah Hanotiaux | Émilie Martin     |
| 1/8        | 17/03/2010 | Standard Fémina de Liège B (D2) | Saint-Trond VV                  | 1 – 1, 5-4 tab | Dorien Guilliams                                 | Lorène Martin     |
| 1/4        | 03/04/2010 | Standard Fémina de Liège B (D2) | K.Vlimmeren Sport               | 0 – 0, 4-3 tab |                                                  |                   |
| 1/2 aller  | 21/04/2010 | Standard Fémina de Liège B (D2) | Sinaai Girls                    | 2-5            | Elien Bolkaerts, Justine Blave                   |                   |
| 1/2 retour | 28/04/2010 | Sinaai Girls                    | Standard Fémina de Liège B      | 1-2            | Annelies Menten, Mélanie Mignon                  |                   |

## Buteuses

### Championnat
- 17 buts : Maud Coutereels
- 15 buts : Audrey Demoustier
- 14 buts : Davina Philtjens
- 13 buts : Cécile De Gernier, Ingrid Vanherle
- 8 buts : Evelien Van Roie, Katrien Torfs
- 6 buts : Marie Meunier
- 4 buts : Julie Biesmans, Berit Stevens, Sofie Verhaegen
- 3 buts : Dorien Guilliams, Vanessa Licata
- 1 but : Julie Grégoire, Élisa Lomma, Riete Loos

### Coupe
- 3 buts : Dorien Guilliams, Élisa Lomma, Katrien Torfs
- 1 but : Julie Biesmans, Audrey Demoustier, Riete Loos, Ingrid Vanherle

### Coupe B
- 2 buts : Elien Bolkaerts
- 1 but : Justine Blave, Dorien Guilliams, Sarah Hanotiaux, Florine Henry, Lorène Martin, Annelies Menten, Mélanie Mignon

## Cartes

### Jaunes
- 8: Davina Philtjens
- 5: Berit Stevens
- 4: Maud Coutereels, Audrey Demoustier
- 2: Ingrid Vanherle
- 1: Vanessa Licata, Riete Loos

#### Note
Championnat + Coupe